# Lim O-kyeong
Lim O-kyeong (koreanisch 임오경; geboren am 11. Dezember 1971 in Jeongeup) ist eine südkoreanische Politikerin und ehemalige Handballspielerin. Sie gewann mit Südkorea ein olympisches Handballturnier und war Welthandballerin des Jahres 1996.

## Handball
Die 1,67 Meter große Lim O-kyeong wurde auf der Position Rückraum Mitte eingesetzt.

### Vereinskarriere
Ab 1994 war sie in Japan für die Mannschaft Hiroshima Maple Reds aktiv. Ab 1996 als Spielertrainerin aktiv, gewann sie mit dem Team die japanische Handballmeisterschaft.

### Auswahlmannschaften
Lim O-Kyeong war Mitglied der Nationalmannschaft Südkoreas.
Mit der Nationalmannschaft nahm sie an drei Olympischen Sommerspielen teil. Bei den Olympischen Spielen 1992 in Barcelona gewann sie mit ihrem Team die Goldmedaille; sie erzielte dabei in fünf Spielen 30 Tore. Vier Jahre darauf, bei den Olympischen Spielen 1996 in Atlanta, gewann sie die Silbermedaille, wobei sie in fünf Spielen 41 Tore warf und damit beste Torwerferin des Turniers wurde. Bei ihren dritten Olympischen Spielen gewann sie 2004 in Athen erneut die Silbermedaille. In sieben Spielen warf sie 14 Tore für Südkorea.
Sie gewann mit ihrem Team die Weltmeisterschaft 1995 in Österreich, bei der sie in sieben Spielen 38 Tore beisteuerte, und wurde bei der Weltmeisterschaft 2003 in Kroatien Dritte; dort erzielte sie in zehn Spielen 43 Tore.

### Trainerin
Im Juli 2008 wurde sie bei Seoul City Hall Handball Club, als Spielertrainerin, die erste Frau Südkoreas als Trainerin in einer Ballsportart.

## Ehrungen
Sie wurde im Jahr 1992 mit dem Sportverdienstorden Südkoreas ausgezeichnet. 1996 wurde sie zur Welthandballerin des Jahres gewählt.

## Ausbildung
An der Korea National Sport University in Seoul absolvierte sie eine Ausbildung.

## Sportmanagement und Politik
Lim O-Kyeong war Mitglied des Südkoreanischen Olympischen Komitees und der staatlichen Korea Sports Promotion Foundation.
Bei der Parlamentswahl 2020 trat sie für die Deobureo-minju-Partei in Gwangmyeong an und gewann die Abstimmung.